# Augacephalus
Augacephalus är ett släkte av spindlar. Augacephalus ingår i familjen fågelspindlar.
Kladogram enligt Catalogue of Life:
| Augacephalus | \| \| Augacephalus breyeri \| \| \| \| \| \| Augacephalus junodi \| \| \| \| |
|              | \| \| Augacephalus breyeri \| \| \| \| \| \| Augacephalus junodi \| \| \| \| |
|              | Augacephalus breyeri                                                         |
|              |                                                                              |
|              | Augacephalus junodi                                                          |
|              |                                                                              |